# Chiesa cattolica in Bahrein
La Chiesa cattolica in Bahrein è parte della Chiesa cattolica universale in comunione con il vescovo di Roma, il papa.

## Situazione
La presenza della Chiesa costituisce una presenza minoritaria (il 10% circa della popolazione) in un paese a larga maggioranza islamica.
Sono presenti circa 180 000 cristiani che hanno limitata libertà di culto. Di questi, 140.000 sono cattolici e possono contare sulla presenza di 3 sacerdoti e 7 suore comboniane. Negli ultimi anni è stata fondata una scuola di 1600 alunni, la Chiesa del Sacro Cuore a Manama, con una capienza di 1.500 persone, e la Chiesa di Nostra Signora della Visitazione ad Awali, con una capienza di 500 persone.
Non esistono però diocesi cattoliche nella Penisola araba; il territorio del Bahrein che fino al 2011 era compreso nel vicariato apostolico di Arabia (poi diventato vicariato apostolico dell'Arabia meridionale), con sede ad Abu Dhabi, è ora sede del vicariato apostolico dell'Arabia settentrionale. Il vicario apostolico risiede ad Awali, nel centro dell'isola, dove si trova la cattedrale di Nostra Signora d'Arabia, consacrata nel 2021.

## Nunziatura apostolica
La nunziatura apostolica in Bahrein è stata istituita il 12 gennaio 2000, separandola dalla delegazione apostolica nella Penisola Arabica. Il nunzio apostolico è anche nunzio in Kuwait e in Qatar e risiede in Kuwait.

### Nunzi apostolici
- Giuseppe De Andrea † (28 giugno 2001 - 27 agosto 2005 ritirato)
- Paul-Mounged El-Hachem † (27 agosto 2005 - 2 dicembre 2009 ritirato)
- Petar Rajič (2 dicembre 2009 - 15 giugno 2015 nominato nunzio apostolico in Angola e a São Tomé e Príncipe)
- Francisco Montecillo Padilla (26 aprile 2016 - 17 aprile 2020 nominato nunzio apostolico in Guatemala)
- Eugene Martin Nugent, dall'11 febbraio 2021